# Westergeest (Texel)
Westergeest is een polder en buurtschap in de gemeente Texel in de provincie Noord-Holland.
De polder en buurtschap Westergeest ligt net zuiden van Den Burg op het Nederlandse waddeneiland Texel. De polder werd iets na 1350 ingepolderd. Wat later ontstond de buurtschap. Zowel de polder als de buurtschap heetten van oorsprong Wittegeest of Wittinggeest. Rond 1595 wordt de naam geschreven als Westegeest, om uiteindelijke te verworden tot het huidige Westergeest.
Aan de weg die dezelfde naam draagt staat een boerderij (uit circa 1670) die tot 1906 ook de naam Westergeest droeg, maar werd veranderd in De Kluis.
Dorpen en gehuchten: 't Horntje · De Cocksdorp · De Koog · De Waal · Den Burg · Den Hoorn · Oosterend · Oudeschild

Buurtschappen: Bargen · Burger Nieuwland · De Kuil · De Naal ·  De Nes · De Westen · Dijkmanshuizen · Driehuizen · Harkebuurt · Het Noorden · Midden-Eierland · Molenbuurt · Nieuweschild · Noord Haffel · Noorderbuurt · Ongeren · Oost · Spang · Spijkdorp · Tienhoven · Westergeest · Westermient · Zevenhuizen · Zuid-Eierland · Zuid Haffel

Noord-Holland: Steden en dorpen in Noord-Holland      Nederland: Provincies · Gemeenten